# Mistrzostwa Europy w Badmintonie 2008
21. Mistrzostwa Europy w badmintonie odbyły się w dniach 12 - 20 kwietnia 2008 w Herning (Dania).

## Klasyfikacja medalowa
| Pozycja | Państwo | złoto | srebro | brąz | razem |
| ------- | ------- | ----- | ------ | ---- | ----- |
| 1.      | Dania   | 4     | 3      | 2    | 9     |
| 2.      | Anglia  | 1     | 2      | 1    | 4     |
| 3.      | Niemcy  | 1     | 0      | 2    | 3     |
| 4.      | Polska  | 0     | 1      | 2    | 3     |
| 5.      | Francja | 0     | 0      | 2    | 2     |
| 6.      | Rosja   | 0     | 0      | 1    | 1     |
| 6.      | Szwecja | 0     | 0      | 1    | 1     |

## Medaliści
| Konkurencja:            | Złoto:                                                                           | Srebro:                                                               | Brąz:                                                                        |
| gra pojedyncza kobiet   | Xu Huaiwen                                                                       | Tine Rasmussen                                                        | Juliane Schenk Pi Hongyan                                                    |
| gra pojedyncza mężczyzn | Kenneth Jonassen                                                                 | Joachim Persson                                                       | Jan Ø. Jørgensen Przemysław Wacha                                            |
| gra podwójna kobiet     | Kamilla Rytter Juhl Lena Frier Kristiansen                                       | Gail Emms Donna Kellogg                                               | Waleria Sorokina Nina Wisłowa Elin Bergblom Johanna Persson                  |
| gra podwójna mężczyzn   | Lars Paaske Jonas Rasmussen                                                      | Jens Eriksen Martin Lungaard Hansen                                   | Kristof Hopp Ingo Kindervater Erwin Kehlhoffner Svetoslav Stoyanov           |
| gra mieszana            | Anthony Clark Donna Kellogg                                                      | Robert Mateusiak Nadieżda Kostiuczyk                                  | Carsten Mogensen Helle Nielsen Nathan Robertson Gail Emms                    |
| drużynowo               | Dania · Thomas Laybourn · Kamilla Rytter Juhl · Joachim Persson · Tine Rasmussen | Anglia · Anthony Clark · Donna Kellogg · Andrew Smith · Tracey Hallam | Polska · Przemysław Wacha · Michał Łogosz · Nadieżda Kostiuczyk · Anna Narel |